# Claes (Lembeek)

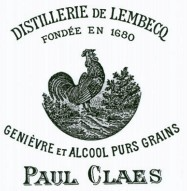
Etiket van stokerij Claes

De Distillerie de Lembecq of stokerij Claes werd opgericht in 1680 door Jean Claes (1643-1727) en was gevestigd in het centrum van het Lembeek.
De familie Claes ontwikkelde in Lembeek gedurende meer dan 250 jaar een agro-voedingsindustrie tussen 1680 en 1927. De datum van de eerste productie van jenever gaat terug tot 1680, zoals blijkt uit het jaartal op de etiketten van de jeneverflessen onder het bestuur van Paul Claes (1818-1884), een nakomeling van de vijfde generatie. Op het etiket staat de volgende vermelding:"Distillerie de Lembecq - fondée en 1680 -  Genièvre et alcool purs grains - Paul Claes". Stokerij Claes wordt gekenmerkt door zijn lange levensduur en proactieve visie, waarbij het bedrijf een monopolie creëerde door zich te concentreren op de de lokale landbouwproductie.

## Lembeek als het dorp van de alambieken
In de regio rond Lembeek is er aan het begin van de 18e eeuw een grote overvloed aan alcoholstokerijen. De meesten waren het resultaat van individuele initiatieven van korte duur en lieten slecht weinig sporen na in de archieven. 
Een van de redenen voor deze ontwikkeling is het feit dat Lembeek, voormalig bezit van het prinsbisdom Luik, een vrijstad was. Met andere woorden een gebied waar geen belastingheffing op onderdanen en eigendommen bestond. Brouwers en stokers waren dus vrijgesteld van alle accijns- en tolrechten. Lembeek bevond zich op de grens van twee strategische gebieden, het hertogdom Brabant en het graafschap Henegouwen. De nabijheid van grote steden (Brussel) en andere Brabantse steden, met elkaar verbonden door een bevaarbaar netwerk (de Zenne en de kanalen uit de Oostenrijkse periode (1713-1794)), is een ander element van deze regionale groei. De Oostenrijkse regering was bovendien voorstander van de groei van de commerciële activiteit en het aantal stokerijen nam in deze periode een vlucht. Er werd gesproken over 40 stokerijen in en rond Lembeek. De Franse bezetters (1794-1815) gebruikten de uitdrukking "le village des alambics” (het dorp van de alambieken)".

## Geschiedenis
Bij de oprichting in 1680 profiteerde stokerij Claes ook van de administratieve fiscale voordelen die Lembeek uit de middeleeuwen had geërfd. Al gauw diversifieerde de familie Claes zijn productie, verwierf molens aan de Zenne en moderniseerde ze het bedrijf (stoommachine). Er werd door de familie Claes ook een brouwerij opgericht in Hondzocht, een gehucht in Lembeek. Onder leiding van de twee zonen van Jean Claes (1643-1727), namelijk Jean Baptiste (1688-1741) en Philippe (1716-1784), domineerde de familie het lokale economische en politieke leven. In 1783 erfde Philippes zoon, Jean-Baptiste Claes (1748-1784) de stokerij, onder zijn leiding bereikte het bedrijf een hoogtepunt en zou het uitgroeien tot een van de grootste stokerijen van de Nederlanden. 
Het Nederlandse bewind van 1815-1830 verschafte de industriëlen een nieuwe vrijheid. In 1817 verkocht Jean-Baptiste Claes de stokerij aan zijn zoon Charles (1787-1847). Hij zette de diversificatie verder: er werd een industriële mouterij opgericht en in 1830 werd een destillatiekolom van het merk Cellier-Blumenthal in het productieproces geïntegreerd.  
Vanaf de oprichting van de Belgische staat in 1830  werd de diversificatie van het bedrijf Claes verdergezet. Eind 1835 diende Charles een verzoek in om een suikerraffinaderij op te richten. Het restafval van deze productie-eenheid werd als veevoer en meststoffen gebruikt. Na de dood van Charles werd hij opgevolgd door zijn zonen Victor (1815-1900) en Paul (1818-1884). Victor trok zich terug en Paul leidde het bedrijf vanaf 1861 tot aan zijn dood. Hij was de laatste burgemeester van Lembeek uit de familie. Hij werd tot ridder benoemd door de Belgische koning Leopold II. 
Het is onduidelijk wat er gebeurde met het bedrijf na de dood van Paul. Waarschijnlijk moet het bedrijf de deuren sluiten na een fraudezaak. De activiteiten werden stopgezet in 1927.

## De gebouwen

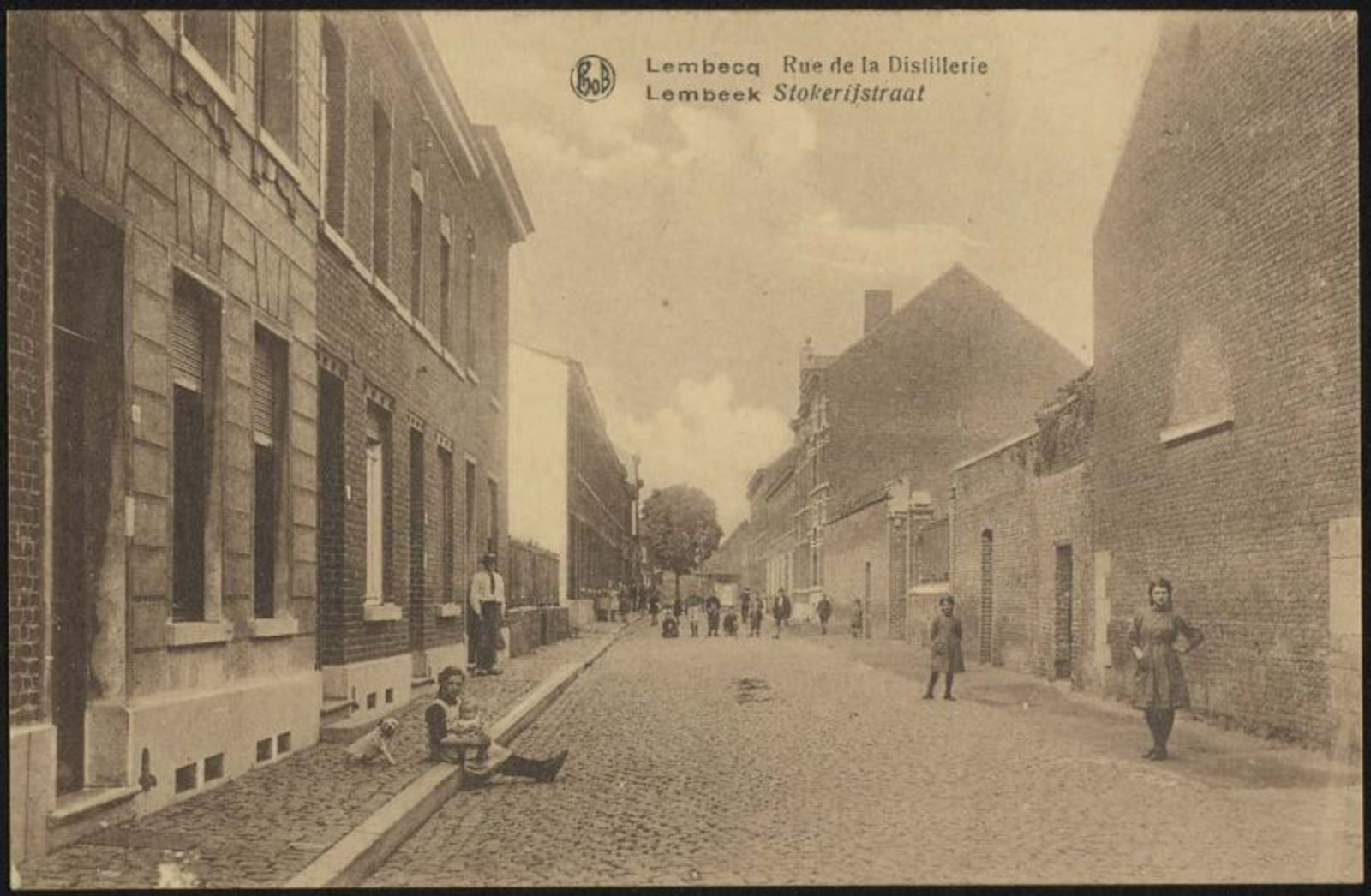
Postkaart 'Lembecq - Lembeek, Rue de la Distillerie', circa 1910

Stokerij Claes in Lembeek bevond zich sinds haar oprichting in het centrum van het dorp Lembeek op een boerderij die door de Jean Claes werd gekocht. De gebouwen werden in de 20e eeuw verwoest, inclusief de molen (1881) en de hoge vierkante schoorsteen. Het enige overgebleven spoor is de aanduiding "Stokerijstraat". Een tekening van de installaties die de positie van de stokerij ten opzichte van de kerk in het centrum van het dorp bevestigen, wordt door archivaris en tekenaar Alphonse Wauters opgenomen in zijn publicatie en opgenomen in het tijdschrift "Molenecho's". Een aquarel van de schilder Auguste de Peellaert, bewaard in het Stedelijk Museum Brugge, illustreert deze periode. De molen, een vierkante schoorsteen en het hoofdgebouw van de stokerij zijn er op te zien.

## De molen
De bouw van de molen was een belangrijke stap in de politiek-sociale strategie van de familie Claes. De deelname van familieleden als burgemeesters aan het politieke bestuur van het dorp bevorderde het ontstaan van een monopolie. Lokale boeren kwamen hun granen malen in de Claes-molen en de firma onderhandelde over de exclusieve prijs van de levensmiddelen. Op het lokale niveau werd de teelt van bieten en granen gecontroleerd en moesten de boeren hiervoor verplicht de gronden van de familie Claes huren.
Lijst van burgemeesters in de periode 1800-1880 
- 1808 - 1816 Jean Baptiste Claes
- 1825 - 1847 Charles François Claes
- 1847-1861 Victor Ghislain Claes
- 1861-1879 Paul Alexandre Claes.

Lijst van de opeenvolgende eigenaars van de molen binnen de familie Claes (data van akten bij notaris Lindemans te Lembeek) ter illustratie van de continuïteit van de familie in de bedrijfsvoering. 
- 1830 eigenaar: Claes-Walravens Jean-Baptiste Franciscus (Lembeek, 1787-1847) - 23.01.1847
- erfenis: Maria Anna Petronella Walravens (Brussel 1787 - Lembeek 1864), weduwe van Jean-Baptiste Franciscus Claes - 21.03.1847
- schenking: a) Claes Victor Jean Ghislain (Brussel, 1815-1900), b) Claes Paul Alexandre Ghislain (Lembeek, 1818-1884) en c) Claes Françoise Ghislaine (Lembeek 1821 -1878) - 24.03.1847
- verkoop: a) Claes Victor Jean Ghislain, eigenaar en b) Claes Paul Alexandre Ghislain eigenaar - 25.07.1859
- verkoop: Claes Paul Alexandre Ghislain, fabrikant in Lembeek.